# 아르보레아
아르보레아(Arborea)는 이탈리아 사르데냐 오리스타노도에 있는 마을이자 코무네로, 경제는 주로 농업과 축산업에 기반하며 채소, 쌀, 과일, 우유(특히 지역 유제품인 아르보레아)를 생산한다.

## 역사
아르보레아는 1920년대 이탈리아 파시스트 정부에 의해 건설되었는데, 이 지역을 덮고 있던 늪지를 배수시킨 후였다. 마을은 주로 이탈리아 북부의 베네토주와 프리울리 지역에서 온 농민 가족들로 채워졌다.

## 이름
아르보레아는 중세의 아르보레아 지우디카토의 이름을 따서 명명되었으며, 아르보레아 지우디카토는 여러 시기에 걸쳐 인근 타로스와 오리스타노에 수도를 두었다. 이 마을은 원래 베니토 무솔리니 이탈리아 파시스트 독재자를 기리기 위해 파시스트 정부에 의해 빌라조 무솔리니(1928년 10월 29일 개장)라고 명명되었다. 2년도 채 되지 않아 이 이름은 무솔리니아 디 사르데냐("사르데냐의 무솔리니아", 카타니아도 칼타지로네 코무네의 현재 산토 피에트로인 무솔리니아 디 시칠리아와 구별하기 위함)로 변경되었다. 현재의 이름은 제2차 세계 대전 이후 채택되었다.

## 자매 도시
- 모르테글리아노, 이탈리아
- 세르모네타, 이탈리아
- 체비오, 이탈리아
- 빌로르바, 이탈리아